# Maximilian von Spee
Maximilian Johannes Maria Hubert Graf von Spee (Kopenhagen, 22. lipnja 1861. -  Falklandi, 8. prosinca 1914.) je bio njemački viceadmiral i vojni zapovjednik. Tijekom Prvog svjetskog rata zapovijedao je njemačkom Istočnoazijskom eskadrom.  

## Vojna karijera
Maximilian von Spee rođen je 22. lipnja 1861. u Kopenhagenu u njemačkoj aristokratskoj obitelji. Spee je u mornaricu stupio 1878. godine nakon čega je služio u luci u Kielu. Od 1884. s činom poručnika sudjeluje u njemačkim misijama u zapadnoj Africi na osnovi koje su bile temelj za osnivanje njemačke kolonije u Kamerunu. Godine 1887. postaje zapovjednikom luke u Kamerunu, ali se teško razbolio tako da se nakon godinu dana morao zbog bolesti vratiti u Njemačku. Nakon toga služi na fregati SMS Moltke, da bi 1897. postao zapovjednikom bojnog krstaša SMS Deutschland. Za vrijeme rata u Kini i Bokserskog ustanka služi u stožeru princa Henrika Pruskog. Nakon povratka iz Kine služi dvije godine na SMS Brandenburgu, da bi nakon toga iduće tri godine radio u odjelu za naoružanje njemačkog Admiraliteta. Godine 1905. promaknut je u kapetana, te dobiva zapovjedništvo nad bojnim brodom SMS Wittelsbach. Godine 1908. postaje načelnik stožera Sjevernog pomorskog područja, da bi 1910. s činom kontraadmirala bio imenovan zamjenikom zapovjednika izviđačkih snaga Flote otvorenog mora. Godine 1912. Spee postaje zapovjednikom prestižne njemačke Istočnoazijske eskadre koja se sastojala od nekih od najmodernijih brodova njemačke mornarice.

## Prvi svjetski rat
Na početku rata njemačka Istočnoazijska eskadra sastojala se od oklopnih krstaša SMS Scharnhorst i SMS Gneisenau, te lakih krstarica SMS Emden i SMS Nürnberg sa sjedištem u Tsingau. Sam početak rata Speea je sa Scharnhorstom i Gneisenauom zatekao na pacifičkom otoku Ponape u Karolinima. Ulazak Japana u rat sprječavao je povratak Speea u Tsingao, tako da je Spee odlučio da se oko rta Horn vrati u Njemačku pri čemu je na zahtjev zapovjednika SMS Emdena navedenu laku krstaricu uputio u Indijski ocean da ometa britanske pomorske putove. Nakon što mu se pridružio SMS Nürnberg koji je doplovio iz Honolule, Spee je saznao da su novozelandske snage zauzele njemačku Samou. Spee je odlučio krenuti prema Samoi kako bi napao invazijsko brodovlje, ali kada je došao do Samoe brodovlja više nije bilo. Krenuo je nakon toga istočno od Tahitija gdje je potopio francuski brod Zelee, nakon čega se uputio prema Uskršnjim otocima.
Na Uskršnjim otocima Spee su se pridružile dvije lake krstarice SMS Dresden i SMS Leipzig. Britanci su međutim prisluškujući njemačku radio komunikaciju otkrili da se Spee nalazi u blizini Uskršnjih otoka i Čilea, te su u to područje uputili eskadru pod zapovjedništvom kontraadmirala Christophera Cradocka. U Bitci kod Coronela 1. studenog 1914. sukobile su Speeova eskadra i britanska eskadra. Speeova eskadra je bila nadmoćna i brojčano i u naoružanju tako da je izvojevala pobjedu. Potopljena su dva britanska oklopna krstaša HMS Good Hope i HMS Monmouth s 1.600 mornara među kojima je bio i zapovjednik eskadre Christopher Cradock.

## Bitka kod Falklanda
Speeova pobjeda uznemirila je britansko javno mnijenje, te je britanski Admiralitet odlučio u južni Atlantik uputiti jaku eskadru kako bi našla i uništila Speea. Spee se u međuvremenu kratko zaustavio u Valparaisu, te je krenuo u južni Atlantik. Agresivan po prirodi Spee je odlučio uništiti britansku radio stanicu u Port Stanleyu na Falklandskim otocima. Upravo u to vrijeme u Port Stanleyu se nalazila jaka britanska eksadra s dva moderna bojna krstaša HMS Invincible i HMS Infelxible po zapovjedništvom viceadmirala Sturdeeja. Kada je Spee opazio britanske brodove u luci pokušao je pobjeći, ali, iako je imao prednost od 15 nautičkih milja, moderniji i brži britanski brodovi počeli su ga sustizati. Na kraju, vidjevši da neće moći pobjeći britanskim brodovnima, Spee se sa Scharnhorstom i Gneisenauom odlučio okrenuti i sukobiti s britanskim brodovima kako bi lake krstarice iz eskadre uspjele pobjeći. U borbi s nadmoćnijim i snažnijim britanskim brodovima potopljeni su najprije Scharnohorst zajedno sa Speeom, a nakon toga i Gneisenau. Ubrzo nakon toga potopljene su i lake krstarice SMS Nürnberg i SMS Leipzig tako da je samo SMS Dresden uspio izbjeći uništenje. Poginulo je 2.200 njemačkih mornara među kojima su bila i dva Speeova sina.
Nakon smrti Spee je u Njemačkoj postao heroj. Njemu u čast odlučeno je da će se njegovim imenom nazvati novi bojni krstaš klase Mackensen. Navedeni brod međutim, nije završen prije završetka Prvog svjetskog rata. Godine 1934. Speeovim imenom nazvan je novi njemački džepni bojni brod Admiral Graf Spee. Igrom sudbine navedeni brod potopila je vlastita posada u luci Montevidea, ne predaleko od posljednjeg prebivališta admirala po kojemu je dobio ime.

## Vanjske poveznice
(eng.) Maximilian von Spee na stranici First World War.com 

(eng.) Maximilian von Spee na stranici Historyofwar.org

(eng.) Maximilian von Spee na stranici About.com  Arhivirana inačica izvorne stranice od 20. siječnja 2013. (Wayback Machine)